# Veľké Čelno
Veľké Čelno (1171 m n.p.m.) – szczyt w Rudawach Weporskich w środkowej Słowacji.

## Położenie
Veľké Čelno wznosi się w Wewnętrznych Karpatach Zachodnich, w północno-zachodniej części Rudaw Weporskich, w grupie Čierťiaža, ok. 6 km na południe od miejscowości Predajna. Szczyt leży w długim grzbiecie, odchodzącym w kierunku północno-wschodnim od zwornikowej Kolby, pomiędzy tym ostatnim a położoną dalej na północny wschód Mitrovą (1154 m n.p.m.). Stoki południowo-wschodnie opadają ku dolinie Prepadlisko, którą spływa dopływ Osrblianki, a północno-zachodnie ku dolinie Predajnianske Čelno z równoimiennym potokiem, lewostronnym dopływem Hronu.

## Geologia
Masyw zbudowany jest w całości ze starych skał krystalicznych. Większą część masywu budują granodioryty i granity, jedynie na stokach północno-zachodnich, opadających ku dolinie Predajnianske Čelno, występują gnejsy i łupki łyszczykowe.

## Charakterystyka
Masyw Veľkégo Čelna wyciągnięty jest z południowego zachodu na północny wschód, w linii grzbietu, w którym szczyt ten się znajduje. Stoki południowo-wschodnie są strome, słabo rozbudowane, natomiast stoki północno-zachodnie są łagodne, rozczłonkowane kilkoma płytkimi dolinkami. Wierzchowina rozległa, spłaszczona, zaznaczona jednak wyraźnym wzniesieniem wierzchołka.
Masyw jest prawie w całości zalesiony, jedynie na grzbiecie na południowy zachód od wierzchołka rozciąga się długa polana. Przeważają drzewostany świerkowe z niewielkim udziałem jodły i buka.

## Turystyka
Grzbietem przez Veľké Čelno biegnie żółto  znakowany szlak turystyczny z Podbrezovej do chaty pod Hrbom, jednak ruch turystyczny na nim jest niewielki. Z polany pod szczytem interesujący widok na grupę Polany.